# Suture naso-maxillaire
La suture naso-maxillaire est la suture crânienne qui relie le bord latéral de l’os nasal au processus frontal du maxillaire, partie haute de l'os maxillaire.